# La Princesse

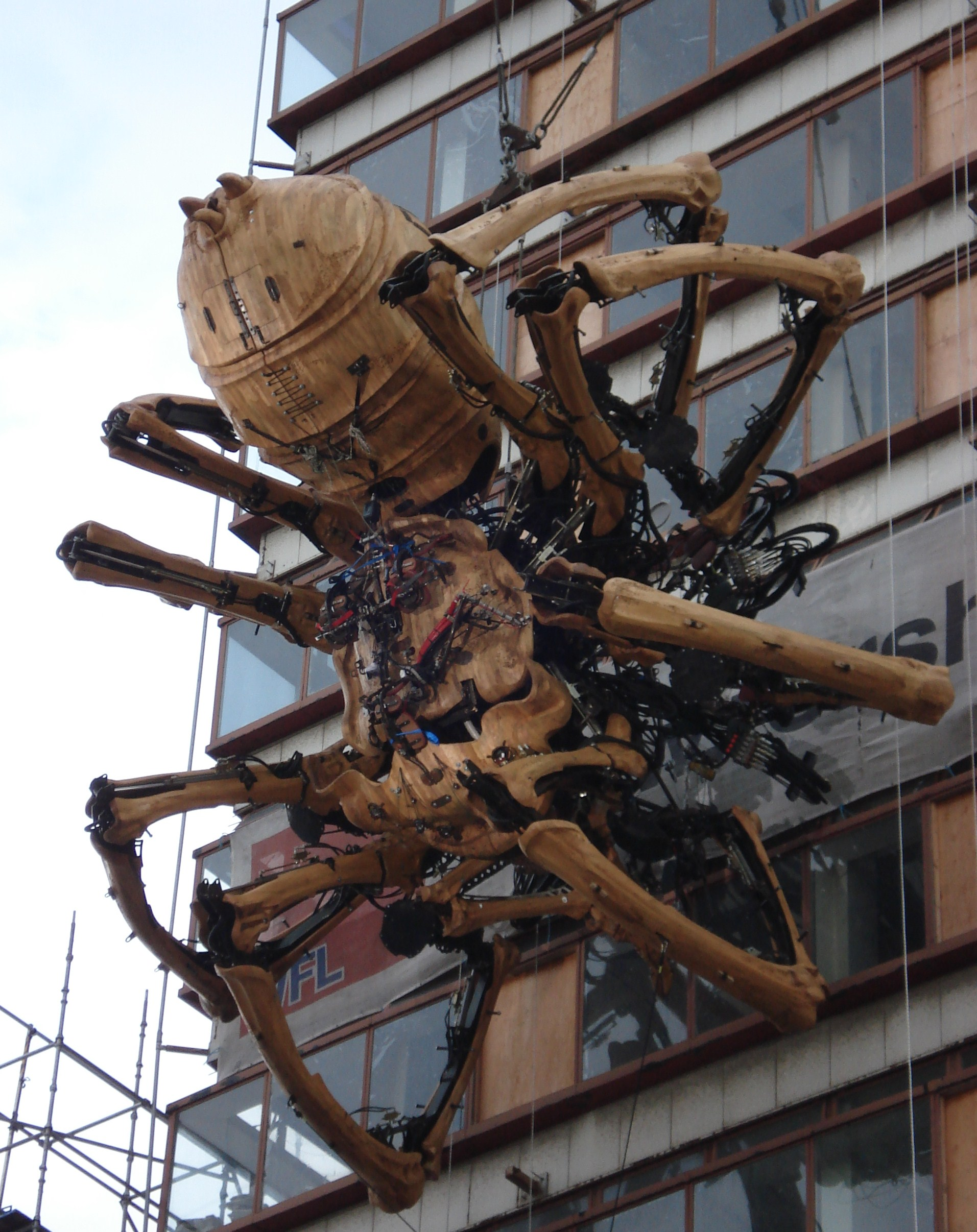
La Princesse am Concourse House (Liverpool)

La Princesse ist eine 13 Meter lange und 37 Tonnen schwere mechanische Spinne, die von dem französischen Künstler François Delarozière entworfen und von dem Performance-Projekt La Machine aus Nantes gebaut wurde. 
Während der Feierlichkeiten zur europäischen Kulturhauptstadt 2008  wurde sie zum ersten Mal in Liverpool, England präsentiert, wo sie vom 3. bis zum 7. September durch die Stadt zog. Die aus Stahl und Pappelholz gefertigte Maschine wurde von 12 Personen gesteuert; die Gesamtkosten des Projekts beliefen sich auf 1,5 Mio. Pfund.
Andere Objekte sind in dem von François Delarozière und Pierre Orefice gegründeten  Ausstellungsprojekt Les Machines de l’île in einem Lagerhaus im Hafen von Nantes zu sehen. Delarozière hat zusammen mit La Machine, einem Zusammenschluss von Künstlern, Ingenieuren und Handwerkern, die „imaginären Welten“ von Jules Verne, Leonardo da Vinci und der industriellen Geschichte von Nantes in große, mechanische Objekte umgesetzt. Bisher entstanden u. a. die Skulpturen The Great Elephant (Le Grand Eléphant), The Marine Worlds Carrousel (Carrousel des mondes marins) und The Heron Tree (L'Arbre aux Hérons). Die Objekte können in der Lagerhalle öffentlich (wie in einem Museum) besichtigt werden.